# Posebna woreda Argobba
Argobba (ili Argoba) je jedna od 31 worede u regiji Afar u Etiopiji. S obzirom na to da Argobba nije dio nijedne zone u regiji Afar, smatra se Posebnom woredom. Ova woreda je nazvana po narodu Argobba, čija postojbina se nalazi u okrugu.
Argobba je smještena na istočnoj strmini Etiopske visoravni, a na jugu, zapadu i sjeveru graniči s regijom Amhara, na istoku s Upravnom zonom 3. Nema podataka u gradovima u ovoj woredi.
Prema podacima Središnje statističke agencije iz 2005. godine, ova zona je imala ukupno 12.906 procijenjenih stanovnika, od čega 6.539 muškaraca i 6.367 žena. Nema podataka za gustoću stanovništva ove worede.